# Mecomodica fullawayi
Mecomodica fullawayi är en fjärilsart som beskrevs av Otto Herman Swezey 1926. Mecomodica fullawayi ingår i släktet Mecomodica och familjen äkta malar. Inga underarter finns listade i Catalogue of Life.